# Burni Brawan
Burni Brawan är ett berg i Indonesien.   Det ligger i provinsen Aceh, i den västra delen av landet, 1 600 km nordväst om huvudstaden Jakarta. Toppen på Burni Brawan är 1 845 meter över havet, eller 94 meter över den omgivande terrängen. Bredden vid basen är 2,0 km.
Terrängen runt Burni Brawan är kuperad åt nordväst, men åt sydost är den bergig. Trakten runt Burni Brawan är nära nog obefolkad, med mindre än två invånare per kvadratkilometer. I omgivningarna runt Burni Brawan växer i huvudsak städsegrön lövskog.